# Elecciones generales de Dominica de 1957
Elecciones generales tuvieron lugar en Dominica el 15 de agosto de 1957. Ningún partido político disputó las elecciones y todos los  candidatos corrieron como independentes. La participación fue de 75.6%. 

## Resultados
| Partido             | Votos  | %   | Escaños | +/- |
| ------------------- | ------ | --- | ------- | --- |
| Independentes       | 16,626 | 100 | 8       | 0   |
| Votos blancos/nulos | 1,013  | -   | -       | -   |
| Total               | 17,639 | 100 | 8       | 0   |
| Fuente: Nohlen      |        |     |         |     |